# Aristida longista
Aristida longista är en gräsart som beskrevs av Ernst Gottlieb von Steudel. Aristida longista ingår i släktet Aristida och familjen gräs. Inga underarter finns listade i Catalogue of Life.